# Doris Metaxa
Doris Metaxa Howard (de soltera Doris Emily Metaxa; 12 de junio de 1911-7 de septiembre de 2007)fue una jugadora de tenis francesa de la década de 1930.Nacida en Grecia, representó a Francia en Wimbledon y, junto a su compañera Josane Sigart, ganó el título de dobles femenino en 1932.
Considerada una procesa del tenis desde 1931, según expertos franceses de la época. Este reconocimiento es destacado en una edición del 12 de julio de 1931 del diario The Rocky Mountain News (volumen 72, número 193), donde se resalta el prometedor futuro de esta joven jugadora en el ámbito del tenis mundial. "Una de las mejores perspectivas internacionales desde los días de Suzanne Lenglen, los expertos franceses llaman a Doris Metaxa, hace tres años campeona de tenis juvenil del país." 
Su momento más notable en el tenis llegó en 1932 cuando, junto con su compañera, la belga Josane Sigart, ganó el título de dobles femenino en Wimbledon contra Elizabeth Ryan y Helen Jacobs. Este triunfo consolidó su reputación como una de las mejores tenistas de su época.un año después de una derrota en la final con la misma pareja.
Tras su éxito en Wimbledon, Doris anunció su compromiso con Peter Howard, un jugador de rugby y periodista británico que más tarde se convirtió en el líder del Movimiento de Rearme Moral (MRA), actualmente conocido como Iniciativas de Cambio. Doris y Peter se casaron en 1932 y se mudó a Inglaterra. Tuvieron un hijo, Philip Charles Nicholas Howard.
Doris Metaxa Howard dedicó gran parte de su vida al trabajo del MRA, manteniendo correspondencia con una amplia gama de personas en todo el mundo, demostrando un agudo sentido del humor y una profunda comprensión de las necesidades de los demás. Falleció el 7 de septiembre de 2007 a los 96 años, dejando un legado tanto en el mundo del tenis como en su compromiso con el servicio social y comunitario.

## Finales de Grand Slam
Dobles: 2 (1 título, 1 subcampeón)
| Finales de Grand Slam | Finales de Grand Slam | Finales de Grand Slam   | Finales de Grand Slam | Finales de Grand Slam | Finales de Grand Slam         | Finales de Grand Slam |
| Resultado             | Año                   | Campeonato              | Superficie            | Compañera             | Contrincantes                 | Puntuación            |
| --------------------- | --------------------- | ----------------------- | --------------------- | --------------------- | ----------------------------- | --------------------- |
| Derrota               | 1931                  | Campeonato de Wimbledon | Césped                | Josane Sigart         | Phyllis King Dorothy Shepherd | 6–3, 3–6, 4–6         |
| Victoria              | 1932                  | Campeonato de Wimbledon | Césped                | Josane Sigart         | Elizabeth Ryan Helen Jacobs   | 6–4, 6–3              |